# Adama Bojang
Adama Bojang (* 28. Mai 2004 in Bakau) ist ein gambischer Fußballspieler, der aktuell bei Stade Reims in der Ligue 1 unter Vertrag, aber bis zum 30. Juni 2025 an den Grasshopper Club Zürich ausgeliehen und seit Juni 2024 gambischer A-Nationalspieler ist.

## Karriere

### Verein
Bojang begann seine fußballerische Ausbildung in Gambia beim Steve Biko FC. Dort spielte er schon 2021 mit den Profis und stieg mit dem Verein in die GFA League First Division auf. Dort wurde er in der Saison 2023 der erste Spieler überhaupt, welcher einen Hattrick in der jener Liga erzielte. Im Sommer 2023 wechselte er nach Frankreich zu Stade Reims in die Ligue 1. Nachdem er bei der zweiten Mannschaft mit einem Viererpack und einem Hattrick in der National 3 überzeugt hatte, debütierte er Ende November bei einer 1:3-Niederlage gegen Stade Rennes nach später Einwechslung für die Profis. Insgesamt absolvierte er neun Erstligapartien und zwei Pokalspiele in der Saison 2023/24. Am 7. September gab der Grasshopper Club Zürich bekannt, dass Adama Bojang leihweise bis zum Ende der Saison 2024/25 an die Limmat wechselt.

### Nationalmannschaft
Im Jahr 2023 war Bojang Teil des gambischen U20-Teams. Im Februar und März 2023 spielte er sechsmal beim U20-Afrika-Cup, wobei er viermal traf, darunter ein Hattrick, und mit seinem Team erst im Finale am Senegal scheiterte. Zwei Monate später lief er auch bei der U20-WM 2023 auf. Hier bestritt er vier Partien, schoss zwei Tore und schied mit der Auswahl schon im Achtelfinale aus.
Am 11. Juni 2024 wurde er im Qualifikationsspiel zur WM 2026 gegen Gabun eingewechselt und gab somit sein Debüt für die gambische A-Nationalmannschaft.